# Лингвострановедение
Лингвостранове́дение (от лат. lingua — «язык» + страноведение) — исследовательское направление в России, включающее в себя обучение языку и дающее необходимые для квалифицированного общения сведения о культуре страны изучаемого языка.
Главная цель лингвострановедения — обеспечить языковую компетентность в вопросах межъязыкового общения посредством понимания культуры речи собеседника и исходных текстов на достаточном уровне.

## История
Зачинателями лингвострановедения в России считаются В. Г. Костомаров и Е. М. Верещагин. Термин «лингвострановедение» был впервые использован в работе упомянутых учёных «Лингвистическая проблематика страноведения в преподавании русского языка иностранцам» (М., 1971 год).
Активно он начал использоваться после выхода книги В. Г. Костомарова и Е. М. Верещагина «Язык и культура» (М., 1973 год). Речь в ней шла об использовании страноведческих фактов в процессе изучения языка и приёмах ознакомления учащихся с новой для них языковой культурой.
Первоначально лингвострановедение считали областью методики, которая связана с исследованием путей и способов ознакомления учащихся с действительностью страны изучаемого языка в процессе изучения языка и через посредство этого языка. Позже произошло переосмысление и уточнение содержания данного термина, и лингвострановедение стало трактоваться как методическая дисциплина, воспроизводящая в учебном процессе сведения о национально-культурной специфике речевого общения носителя языка с целью обеспечения коммуникативной компетенции студентов, изучающих русский язык (Прохоров, 1996).
А. Н. Щукин определяет лингвострановедение как страноведчески ориентированную лингвистику, изучающую иностранный язык в сопоставлении с родным. При этом объектом рассмотрения выступает язык как носитель культуры изучаемого языка (Щукин, 2003).
Вопросы, которые составляют проблематику лингвострановедения, делятся на два типа: лингвистические и методические. Лингвистические вопросы касаются анализа единиц языка с целью выявления национально-культурного смысла, заключённого в них: безэквивалентная лексика, невербальные средства общения (действия, передаваемые с помощью мимики, жестов и имеющие значения и сферы употребления, отличные от употреблений, принятых в родном языке), фоновые знания, характерные для говорящих на русском языке и обеспечивающие речевое общение, языковая афористика и фразеология, которые рассматриваются с точки зрения отражения в них культуры и национальных особенностей людей, говорящих на изучаемом языке. Методические вопросы касаются приёмов введения, закрепления и активизации специфичных для русского языка единиц национально-культурного содержания, извлекаемых из изучаемых текстов.

## Термины
С конца XX века российские исследователи, занимающиеся лингвострановедением и лингвокультурологией, вводят новые термины, описывающие объект изучения — взаимное влияние языка и культуры:
- концепт и перцепт. Термины вводятся с начала 1990-х годов[1];
- логоэпистема. Термин был предложен В. Г. Костомаровым и Н. Д. Бурвиковой в 1996 году и обозначает языковое выражение, смысл которого понятен через общую память носителей языка. Пример: «Всё смешалось в доме Облонских»[2];
- константа;
- лингвокультурема. Термин был предложен В. В. Воробьёвым в 1997 году для обозначения единства знака и экстралингвистического понятия[3];
- лингвоконцентр;
- лексический фон;
- сапиентема. Термин был предложен в 2005 году Е. М. Верещагиным и В. Г. Костомаровым[4] после отказа ими от использования термина «логоэпистема» («споры о словах на сути дела не сказываются»)[5];
- презентема.

Многие авторы отмечают, что все эти термины описывают одно и то же явление, создавая «стихийно возникшее противоборство терминов». По словам С. Г. Воркачева, в своём большинстве они не поднялись над «уровнем авторских неологизмов».